# Claire Born

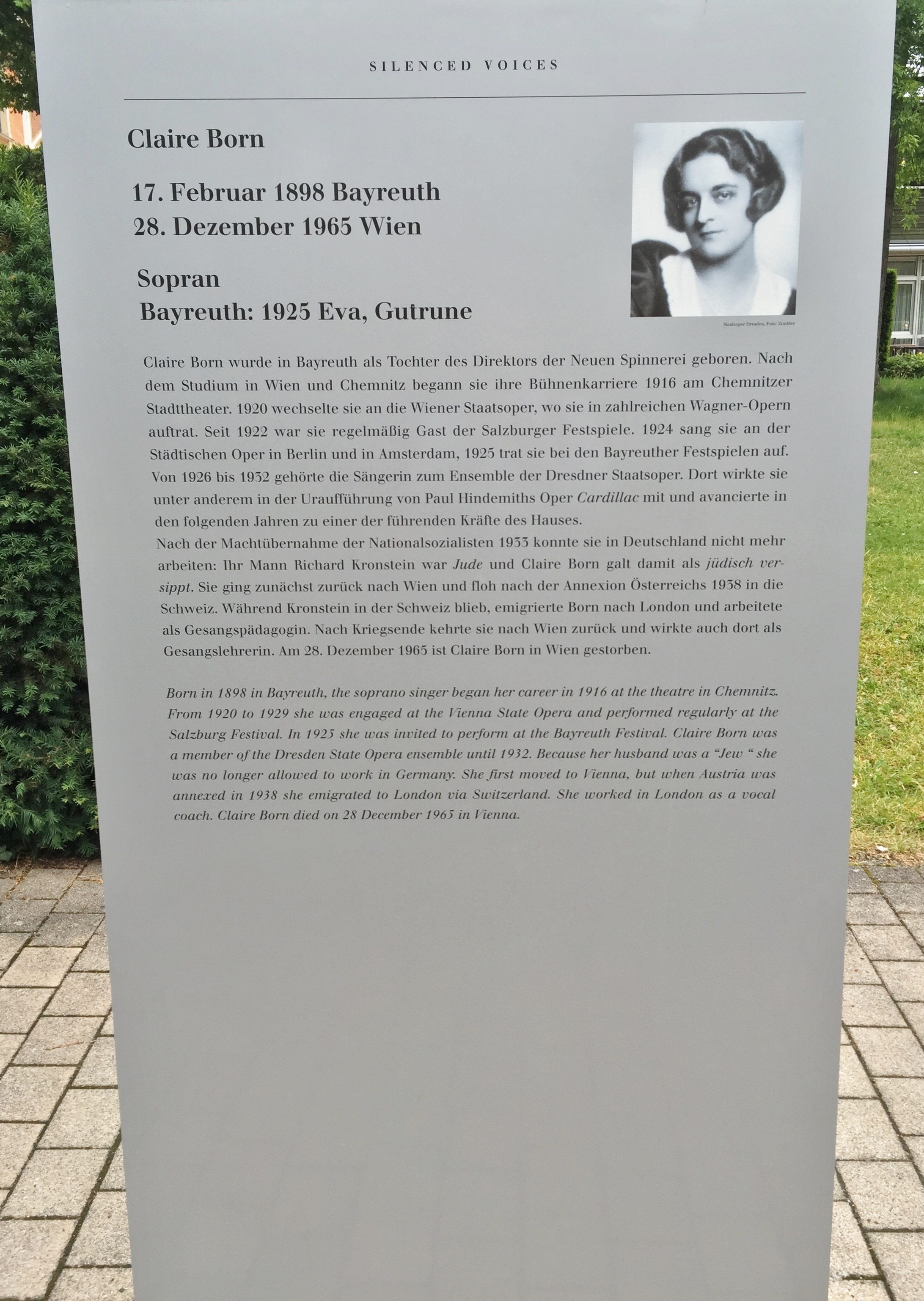
Gedenktafel für Claire Born in Bayreuth

Claire Born (17. Februar 1898 in Bayreuth – 28. Dezember 1965 in Wien) war eine deutsche Opernsängerin (Sopran).

## Leben
Born erhielt ihre Ausbildung in Chemnitz und Wien. Ihre künstlerische Laufbahn begann sie 1917 am Theater Chemnitz, wo sie bis 1920 tätig war. Von 1920 bis 1929 gehörte sie der Wiener Staatsoper an. Sie war besonders mit Partien aus dem lyrisch-dramatischen Fach erfolgreich, so als Gräfin in Figaros Hochzeit, Pamina in der Zauberflöte, Agathe im Freischütz, Gutrune in der Götterdämmerung und Rosalinde in der Fledermaus.
Gastvorstellungen gab sie 1924 in Amsterdam in der Titelrolle der Ariadne auf Naxos und 1928 in Paris als Donna Elvira in Don Giovanni. 1925 sang sie bei den Bayreuther Festspielen die Eva in Die Meistersinger von Nürnberg und die Gutrune in der Götterdämmerung. Bei den Salzburger Festspielen verkörperte sie die Gräfin in Figaros Hochzeit (1922, 1925, 1927, 1929), Donna Elvira in Don Giovanni (1922, 1925, 1927) und Ariadne in Ariadne auf Naxos (1926).
Von 1926 bis 1932 war sie Mitglied der Staatsoper Dresden. Bei der Uraufführung der Oper Cardillac übernahm sie dort am 9. November 1926 die Rolle der Tochter. Am 6. November 1928 sang sie unter dem Dirigat von Robert Heger im Großen Saal des Wiener Musikvereins die Uraufführung der Sieben frühe Lieder von Alban Berg in der Orchesterfassung. Bei der Uraufführung von Othmar Schoecks Oper Vom Fischer un syner Fru am 3. Oktober 1930 übernahm sie der Ilsebill. 1924 gastierte sie an der Deutschen Oper Berlin und 1935 am Stadttheater Graz. Wichtige Partien waren Dorabella in Così fan tutte, Irene in Rienzi, Minneleide in Die Rose vom Liebesgarten, Herzogin von Parma in Doktor Faust, Nedda im Bajazzo, Maddalena in Andrea Chénier und Suzel in Mascagnis Amico Fritz. Born, die mit dem Bankier Richard Kronstein verheiratet war, musste wegen ihrer jüdischen Herkunft nach der Machtergreifung der Nationalsozialisten Deutschland 1933 verlassen. Nach dem Anschluss Österreichs 1938 ging sie zunächst in die Schweiz und anschließend nach London, wo sie als Gesangslehrerin arbeitete. Nach Kriegsende kehrte sie nach Wien zurück, wo sie 1946 bis 1948 als Gesangspädagogin tätig war.